# Зиёев, Таварали
Таварали Зиёев (род. 1942) — советский хозяйственный и политический деятель.

## Биография
Родился в 1942 году в Таджикской ССР. Член КПСС с 1971 года.
Окончил педагогические курсы и профессионально-техническое училище.
В 1961—1964 гг. — учитель в Курган-Тюбе.
В 1966—1968 гг. — машинист Вахшского азотно-тукового завода.
В 1968—1970 гг. — военнослужащий Советской армии.
В 1970—1991 гг. — старший машинист Вахшского азотно-тукового завода.
Избирался депутатом Совета Национальностей Верховного Совета СССР 10-го и 11-го созывов. Делегат XXVI съезда КПСС.
Жил в Сарбанде.

## Награды
- Орден Трудовой Славы II степени
- Орден Трудовой Славы III степени